# Io, mia moglie e la vacca
Io, mia moglie e la vacca (Ma femme, ma vache et moi) è un film del 1952 diretto da Jean-Devaivre.

## Trama
Francia, Marinette stanca della vita di campagna decide di tornare a Parigi dove, prima di sposarsi con Mario e andare a vivere in provincia, faceva la ballerina. Il marito, appresa la notizia della partenza della moglie, decide di andare a cercarla incamminandosi verso la capitale francese con al seguito la piccola figlia e una mucca.
L'impresa sarà tutt'altro che facile e non priva di imprevisti.

## Produzione

### Regia
La regia del film è a cura di Jean-Devaivre apprezzato nel suo paese di origine anche come sceneggiatore mentre in Italia si era fatto conoscere, in precedenza, per aver diretto alcuni film tra cui La signora delle undici e Vendetta rusticana.

### Cast
Oltre a Macario nel cast è presente un altro italiano, si tratta di Carlo Rizzo mentre per il resto è composto da attori francesi tra cui Irène Corday nella parte della moglie fuggitiva, Annette Poivre, Robert Balpo, Jean Daurand e un giovane Jacques Dufilho personaggio che negli anni a venire sarebbe diventato molto popolare anche in Italia.

## Promozione
"«Io, mia moglie e la vacca» è un film che fa guarire anche i malinconici più incalliti." è lo slogan usato per pubblicizzare il film sulle locandine inserite nelle pagine dedicate alla programmazione cinematografica dei quotidiani dell'epoca.

## Distribuzione

### Data di uscita
Le date di uscita internazionali nel corso degli anni sono state:
- 8 maggio 1952 in Francia (Ma femme, ma vache et moi)
- 11 maggio 1953 in Italia[3]

## Accoglienza
Primo e unico film non italiano del celebre attore comico nostrano che, reduce dal successo d'oltralpe con la tournée trionfale della sontuosa rivista femminile "Votate per Venere" del 1951, riesce a farsi apprezzare anche al cinema dal pubblico francese.